# Butis amboinensis
Butis amboinensis är en fiskart som först beskrevs av Bleeker, 1853.  Butis amboinensis ingår i släktet Butis och familjen Eleotridae. IUCN kategoriserar arten globalt som livskraftig. Inga underarter finns listade.